# 殺人課 (映画)
『殺人課』（さつじんか、原題：Homicide）は、1991年制作のアメリカ合衆国のサスペンス映画。脚本と監督はデヴィッド・マメット。

## あらすじ
ボルチモア市警察殺人課で人質事件の交渉係を務めるボビー・ゴールド刑事は、FBIから委託されたブラック・パンサーの麻薬の売人ランドルフの逮捕に向かう途中、小さな商店主の老婆殺害現場に居合わせ、署長からその事件の担当に回される。実は被害者は政治的に大きな影響力を持つユダヤ人で、遺族が同じユダヤ人であるゴールドに捜査を担当することを望んだのだ。
数日後の夜、彼女の家が狙撃され、現場には”GROFAZ“という謎めいた言葉が書かれた紙切れが残されていた。それが歴史上最も偉大な戦略家、つまりヒトラーの略だと知ったゴールドはネオナチの犯行を疑い始める。
ゴールドはさらなる捜査のため、ユダヤ人の長老たちの会合に潜入するが、これをきっかけにゴールドはこれまで否定してきた自らのユダヤ人としてのアイデンティティに目覚め、やがて思わぬ行動に出てしまうが、そこには彼の存在を越えた大きな闇からの意思があった。

## キャスト
- ボビー・ゴールド：ジョー・マンテーニャ（吹替：堀勝之祐）
- ティム・サリヴァン：ウィリアム・H・メイシー（吹替：納谷六朗）
- ロバート・ランドルフ：ヴィング・レイムス
- ナタリア・ノグリッチ
- レベッカ・ピジョン
- セナ：ヴィンセント・グァスタフェッロ（吹替：麦人）
- チャーリー・オルコット：ライオネル・マーク・スミス（吹替：金尾哲夫）
- ジャック・ウォレス

## 評価
- 1991年度ロンドン映画批評家協会賞脚本賞受賞（デヴィッド・マメット）
- 第17回ロサンゼルス映画批評家協会賞撮影賞受賞（ロジャー・ディーキンス、『バートン・フィンク』と合わせて）[2][3]